# ТЕС Мухаїзна
19°20′32″ пн. ш. 56°27′40″ сх. д. / 19.34222° пн. ш. 56.46111° сх. д.
ТЕС Мухаїзна  – теплова електростанція у центральній частині Оману, котра відноситься до комплексу об’єктів нафтового родовища Мухаїзна.
У 2008 році на проекті Мухаїзна ввели в експлуатацію дві газові турбіни потужністю по 126 МВт. Кожна з них була підключена до котла-утилізатора, проте не з метою створення комбінованого парогазового циклу по виробництву електроенергії, а для продукування технологічної пари. Останню подавали по свердловинах до нафтових покладів, що дозволяло зменшити в’язкість нафти та збільшити її видобуток.
Як паливо турбіни використовують газ, постачений із трубопроводу Сайх-Равл – Салала за допомогою перемички довжиною 31 км та діаметром 450 мм.
Електроенергія може використовуватись не лише у комплексі Мухаїзна, але й передаватись іншим споживачам за допомогою мережі протяжністю 250 км, розрахованої на роботу під напругою 132 кВ.
Варто відзначити, що потреби проекту Мухаїзна у парі значно перевищують її виробітку на ТЕС (потужність якої обмежена місцевим попитом на електроенергію), тому більшість теплової енергії забезпечують газові котли. Крім того, розвивається виробництво пари за допомогою сонячних теплових станцій.